# Stenoscepa rhodesiensis
Stenoscepa rhodesiensis är en insektsart som först beskrevs av Kevan, D.K.M. 1956.  Stenoscepa rhodesiensis ingår i släktet Stenoscepa och familjen Pyrgomorphidae. Inga underarter finns listade i Catalogue of Life.